# Лукьянов, Сергей Владимирович
Сергей Владимирович Лукья́нов (14 [27] сентября 1910, село Нижнее, Екатеринославская губерния — 1 марта 1965, Москва) — советский актёр театра и кино; народный артист РСФСР (1952), лауреат двух Сталинских премий второй степени (1951, 1952).

## Биография
Сергей Лукьянов родился в дворянской семье, не очень известной фамилии, но титул был получен ими «за кровь, за службу отечеству», как рассказывала его дочь. Он родился 14 (27) сентября 1910 года в селе Нижнее Екатеринославской губернии ныне Луганская область Украины
Был актёром Харьковского Краснозаводского театра (1929—1931), МАДТ имени В. В. Маяковского (1955—1956), МХАТ (1956—1963), МАДТ имени Е. Б. Вахтангова (1942—1955; 1963—1965). В кино с 1944 года (к/к «Поединок»).
С. В. Лукьянов умер 1 марта 1965 года в Москве на 55-м году жизни от инфаркта во время выступления на собрании в Театре имени Е. Б. Вахтангова. Он выступил в присутствии Министра культуры СССР Е. А. Фурцевой против несправедливости в отношении директора-распорядителя Театра И. И. Спектора, мужа народной артистки СССР Ю. К. Борисовой.
Похоронен в Москве на Новодевичьем кладбище (участок № 6).

## Семья
- первая жена — Надежда Захаровна Тышкевич (1911—2000), балерина Киевского театра оперы и балета.
  - дочь — Татьяна Сергеевна Лукьянова (род. 1939), работала в Театре на Таганке: с 1960 по 1993 год — в театре под руководством Юрия Любимова, затем с 1993 года — в Содружестве актёров Таганки под руководством Николая Губенко.
    - внучка — Дарья Владимировна Повереннова (род. 1972), советская и российская актриса театра и кино, Заслуженная артистка Российской Федерации (2022).
- вторая жена (с 1950 по 1965) — Клара Лучко (1925—2005), актриса, народная артистка СССР (1985).
  - дочь — Оксана Сергеевна Лукьянова (род. 1951), переводчица и журналистка.
    - внук — Александр.

## Награды и премии
- Заслуженный артист РСФСР (5 ноября 1947)
- Народный артист РСФСР (26 апреля 1952)
- Сталинская премия второй степени (1951) — за исполнение роли Гордея Гордеевича Ворона в фильме «Кубанские казаки» (1949)
- Сталинская премия второй степени (1952) — за исполнение заглавной роли в спектакле «Егор Булычов и другие» М. Горького на сцене МХАТ
- орден Трудового Красного Знамени (6 марта 1950)[4]
- Премия за лучшую мужскую роль («Серебряная пальмовая ветвь») 8-го Канского фестиваля (1955 год) в фильме «Большая семья»[5]

## Фильмография
- 1944 — Поединок, реж. В. Г. Легошин — следователь Ларцев
- 1947 — Мальчик с окраины, реж. В. Н. Журавлёв — отец Андрея
- 1949 — Кубанские казаки, реж. И. А. Пырьев — Гордей Гордеевич Ворон, председатель колхоза
- 1950 — Донецкие шахтёры, реж. Л. Д. Луков — Алексей Кравцов, секретарь обкома партии
- 1951 — Незабываемый 1919 год, реж. М. Э. Чиаурели — генерал Родзянко
- 1952 — Возвращение Василия Бортникова реж. В. И. Пудовкин — Василий Кузьмич Бортников
- 1953 — Егор Булычов и другие (фильм-спектакль), реж. Ю. И. Солнцева, Б. Е. Захава — Егор Булычов
- 1953 — Вихри враждебные, реж. М. К. Калатозов — Никанор
- 1954 — Большая семья, реж. И. Е. Хейфиц —  Матвей Дорофеевич Журбин
- 1955 — Двенадцатая ночь, реж. Я. Б. Фрид — Антонио
- 1956 — Дело Румянцева, реж. И. Е. Хейфиц — полковник Сергей Иванович Афанасьев
- 1957 — К Чёрному морю, реж. А. П. Тутышкин — Бондаренко, механик
- 1958 — Олеко Дундич, реж. Л. Д. Луков — А. Г. Шкуро
- 1958 — Капитанская дочка, реж. В. П. Каплуновский — Емельян Пугачёв
- 1959 — Фома Гордеев, реж. М. С. Донской — Игнат Гордеев
- 1960 — Повесть пламенных лет, реж. Ю. И. Солнцева — школьный учитель Василий Маркович Рясный
- 1963 — Мелодии Дунаевского, реж. Э. И. Пырьев
- 1964 — Они шли на Восток (Italiani brava gente), реж. Джузеппе Де Сантис, Д. И. Васильев — командир партизанского отряда
- 1964 — Государственный преступник, реж. Н. В. Розанцев — Юрий Золотицкий (военный преступник, скрывающийся под именем Александра Емельяновича Чернышёва)